# Centaurea
Centaurea (/ˌsɛntɔːˈriːə/) là một chi thực vật có hoa trong họ Cúc (Asteraceae).
Chi này có từ 350 đến 600 loài thực vật có hoa giống cây kế thân thảo. Các thành viên của chi chỉ được tìm thấy ở phía bắc của đường xích đạo, chủ yếu là ở bán cầu Đông; Trung Đông và các vùng xung quanh đặc biệt là loài phong phú.

## Loài
Chi Centaurea gồm các loài:

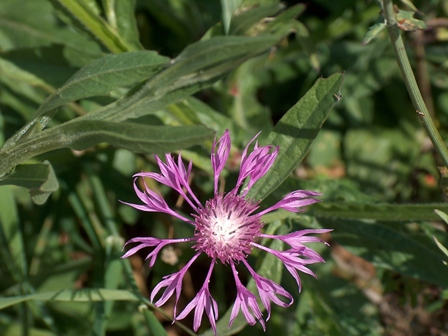
Centaurea napifolia

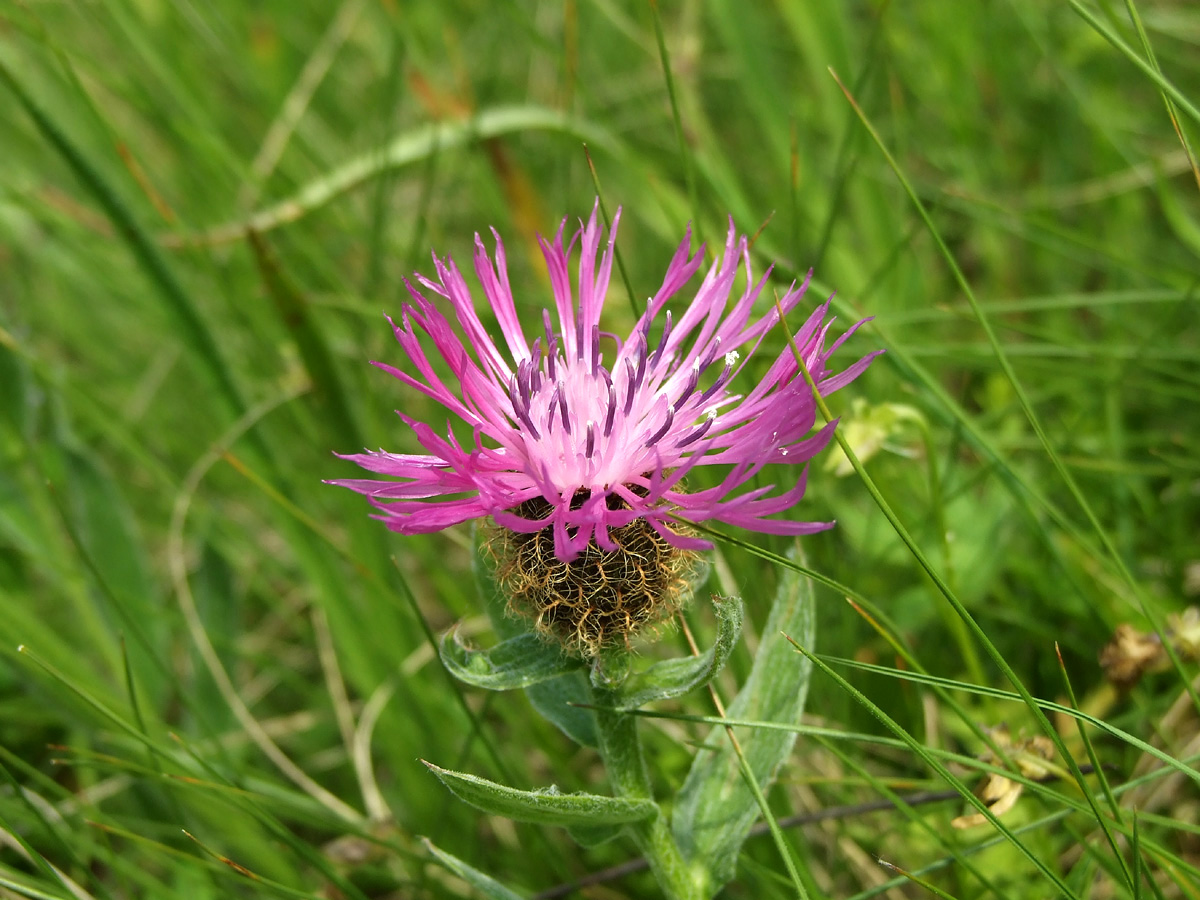
Centaurea nervosa

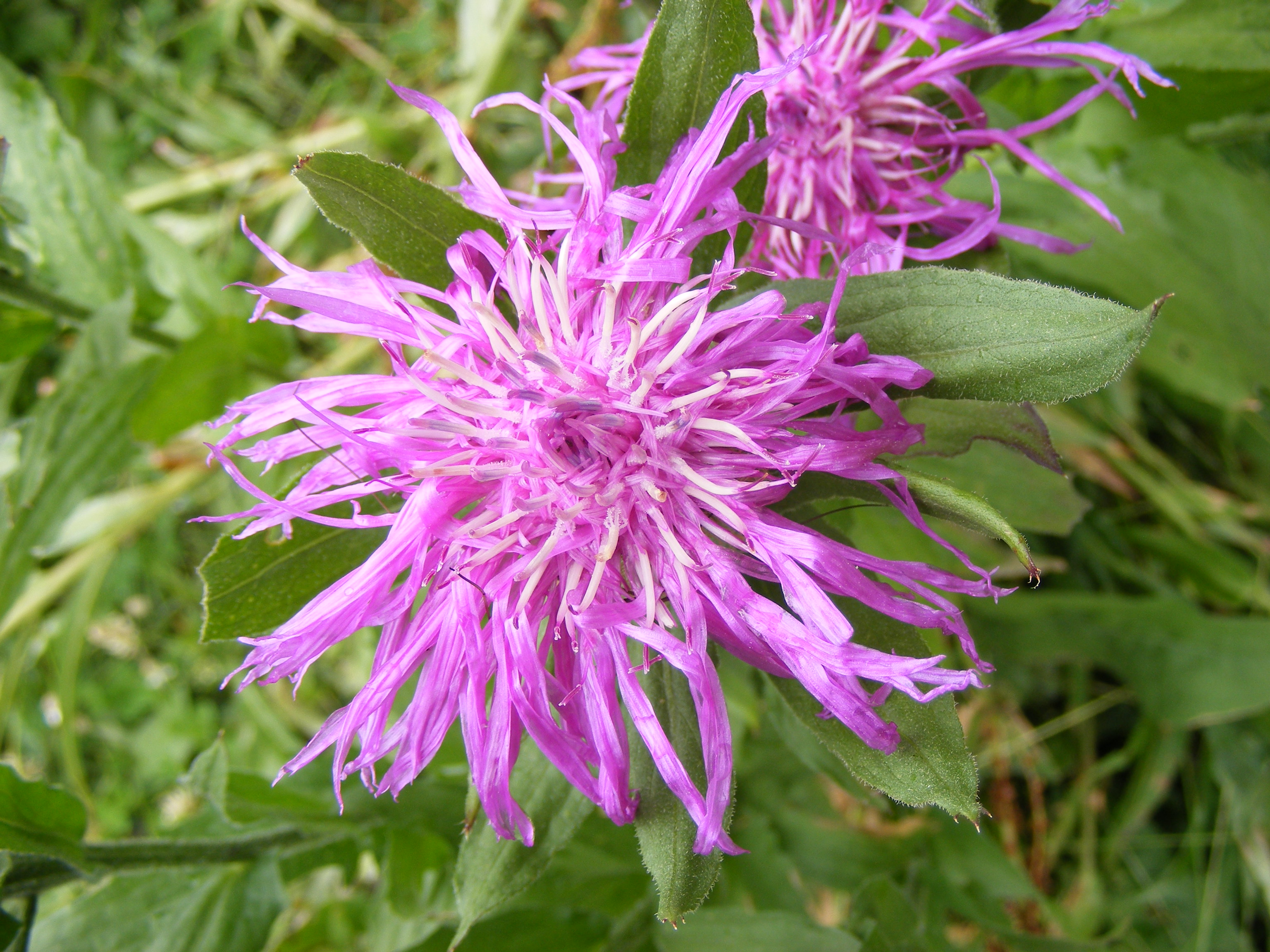
Centaurea pseudophrygia

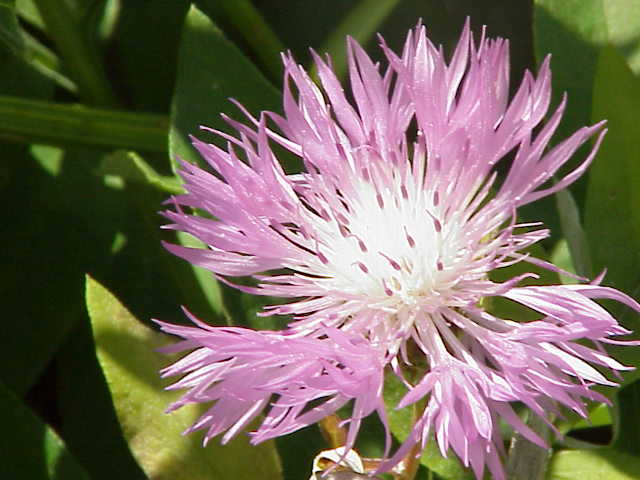
Centaurea pulcherrima

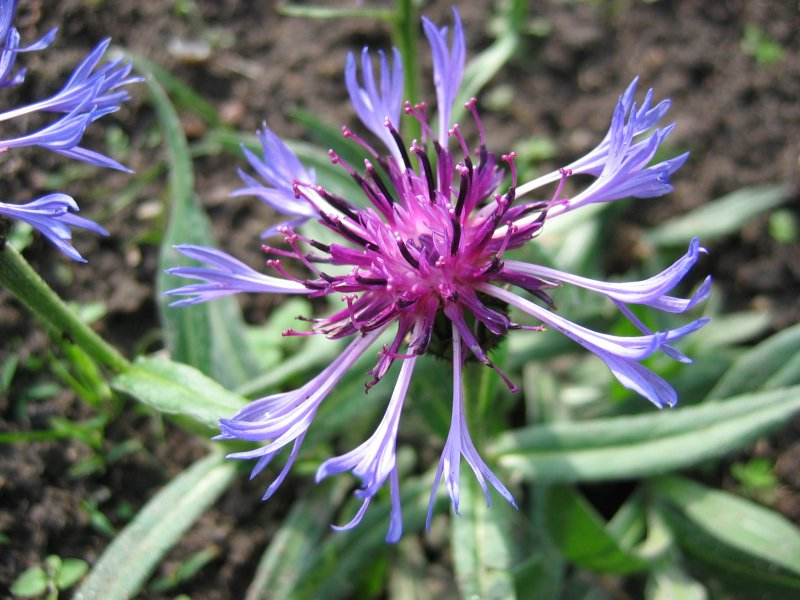
Centaurea triumfettii

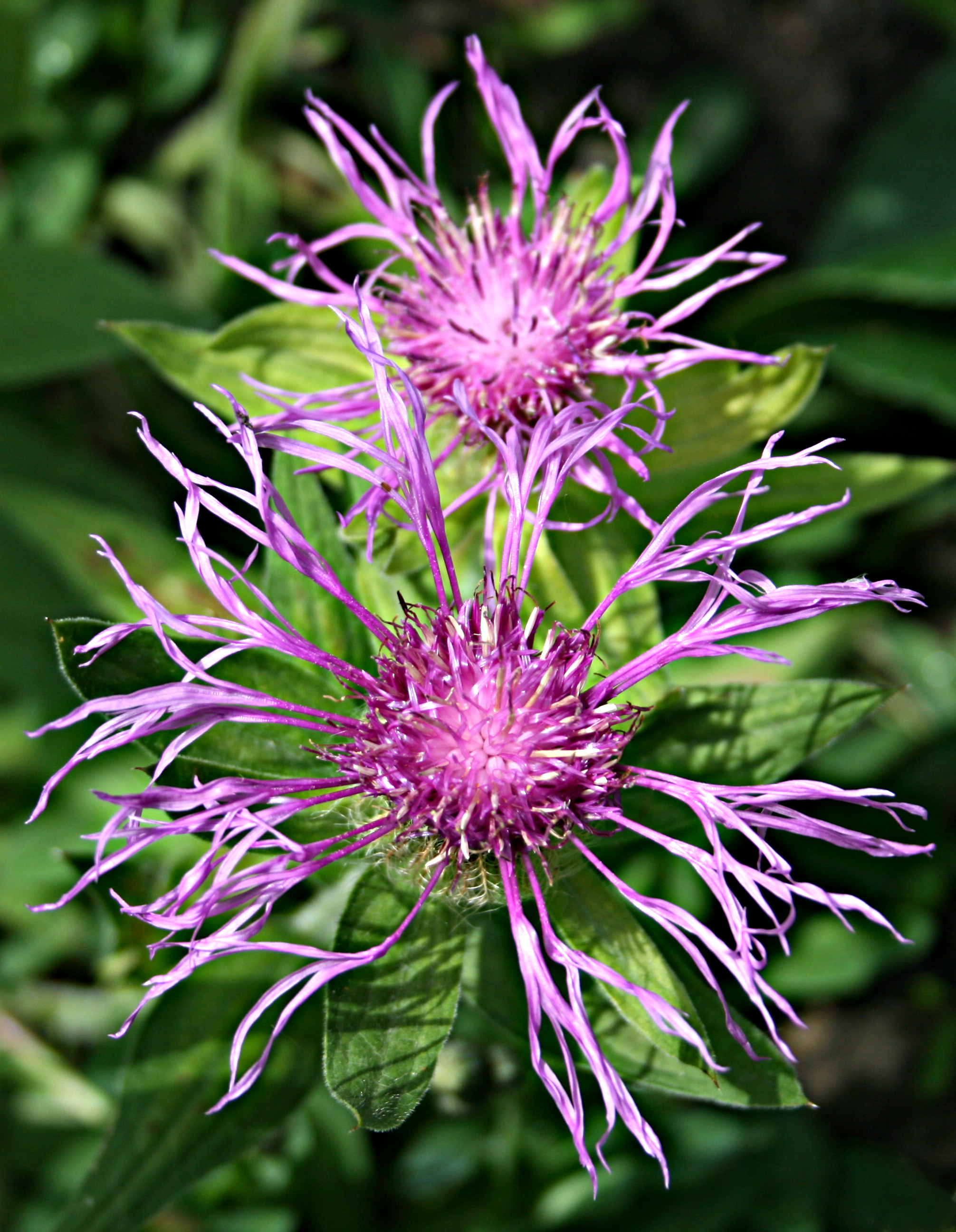
Centaurea uniflora

| - Centaurea adpressa - Centaurea aegyptiaca - Centaurea aeolica - Centaurea aggregata - Centaurea akamantis – - Centaurea alba - Centaurea albonitens Turrill - Centaurea alpestris - Centaurea alpina - Centaurea ambigua - Centaurea amblyolepis - Centaurea americana – - Centaurea ammocyanus - Centaurea antennata Dufour - Centaurea antiochia Boiss. - Centaurea aplolepa - Centaurea aplolepa ssp. carueliana - Centaurea appendicigera C.Koch - Centaurea argentea - Centaurea ascalonica - Centaurea aspera L. – Rough Starthistle - Centaurea atacamensis (Reiche) I.M.Johnst. - Centaurea atropurpurea - Centaurea ×aurata - Centaurea babylonica L. - Centaurea balsamita - Centaurea behen L. – - Centaurea bella - Centaurea bieberseinii - Centaurea borjae - Centaurea bovina - Centaurea bracteata - Centaurea brevifimbriata Hub.-Mor. - Centaurea bulbosa - Centaurea busambarensis Guss. - Centaurea cachinalensis - Centaurea calcitrapa – Purple Starthistle, Red Starthistle, "caltrop" - Centaurea calcitrapoides - Centaurea cariensis Boiss. - Centaurea cariensiformis Hub.-Mor. - Centaurea centaurium L. - Centaurea chilensis - Centaurea cineraria – Velvet Centaurea, "dusty miller" - Centaurea clementei - Centaurea collina L. - Centaurea corymbosa - Centaurea crithmifolia - Centaurea crocodylium - Centaurea cyanoides J.Berggr. & Wahlenb. - Centaurea cyanus – - Centaurea damascena - Centaurea dealbata – - Centaurea debeauxii Gren. & Godr. - Centaurea depressa - Centaurea deusta - Centaurea diffusa – - Centaurea diluta – - Centaurea drabifolia Sm. - Centaurea dschungarica - Centaurea emilae Hüseynova et Qaraxani - Centaurea eriophora | - Centaurea eryngioides - Centaurea filiformis - Centaurea floccosa - Centaurea foliosa Boiss. & Kotschy - Centaurea forojuliensis - Centaurea friderici Vis. – palagruška zečina (Croatian) - Centaurea gayana - Centaurea glaberrima Tausch - Centaurea glastifolia - Centaurea grinensis - Centaurea gymnocarpa - Centaurea haradjianii Wagenitz - Centaurea hedgei - Centaurea helenioides Boiss. - Centaurea hermannii F.Hermann - Centaurea horrida Badarò – - Centaurea hyalolepis - Centaurea hypoleuca - Centaurea iberica - Centaurea idaea – katsoula, tsita (Cretan Greek) - Centaurea imperialis Hausskn. ex Bornm. - Centaurea jabukensis - Centaurea jacea – Brown Knapweed, Brownray Knapweed - Centaurea kasakorum - Centaurea kopetaghensis - Centaurea kotschyana Heuff. - Centaurea lanulata - Centaurea leptophylla - Centaurea leucophylla - Centaurea limbata - Centaurea lydia Boiss. - Centaurea macrocephala Puschk. ex Willd. – Globe Knapweed, Armenian Basketflower - Centaurea maculosa – Spotted Knapweed (might belong in C. stoebe ssp. micranthos) - Centaurea mannagettae - Centaurea margaritalba Klok. - Centaurea marschalliana - Centaurea melitensis – Maltese Starthistle; tocalote, tocolote (California) - Centaurea minor - Centaurea moschata – Sweet Sultan - Centaurea ×moncktonii C.E.Britton – - Centaurea monocephala - Centaurea montana - Centaurea napifolia L. – fiordaliso romano (Italian) - Centaurea nervosa Rchb. ex Steud. - Centaurea nigra – Common Knapweed, Black Knapweed, Lesser Knapweed, Hardheads - Centaurea nigrescens – Tyrol Knapweed, Short-fringed Knapweed, Tyrol Thistle - Centaurea nigrifimbria (C.Koch) Sosn. - Centaurea nivea (Bornm.) Wagenitz - Centaurea onopordifolia - Centaurea orientalis L. - Centaurea ornata Willd. - Centaurea ovina | - Centaurea pallescens Delile - Centaurea paniculata L. - Centaurea parlatoris - Centaurea pecho - Centaurea phrygia – - Centaurea pindicola - Centaurea polypodiifolia - Centaurea ×pratensis Salisb. (C. jacea × C. nigra) – Meadow Knapweed - Centaurea procurrens - Centaurea ×psammogena G.Gayer. (C. diffusa × C. stoebe ssp. micranthos) - Centaurea pseudocaerulescens - Centaurea pseudophrygia C.A.Mey. - Centaurea pulcherrima Willd. - Centaurea pullata L. - Centaurea pumilio - Centaurea ragusina L. - Centaurea rigida - Centaurea rothrockii Greenm. - Centaurea ruthenica - Centaurea rutifolia Sm. - Centaurea sadleriana – Pannonian Knapweed - Centaurea salicifolia Bieb. ex Willd. - Centaurea scabiosa – Greater Knapweed - Centaurea scannensis - Centaurea scoparia - Centaurea scopulorum Boiss. & Heldr. - Centaurea seguenzae - Centaurea seridis L. - Centaurea sibirica - Centaurea simplicicaulis - Centaurea sinaica - Centaurea solstitialis – Yellow Starthistle, Golden Starthistle, Yellow Cockspur, St. Barnaby's Thistle, Barnaby Thistle - Centaurea speciosa - Centaurea sphaerocephala L. - Centaurea stenolepis - Centaurea stoebe L. - Centaurea stoebe ssp. micranthos (Gugler) Hayek - Centaurea straminicephala - Centaurea sulphurea – Sicilian Starthistle - Centaurea tauromenitana Guss. - Centaurea tenoreana - Centaurea tommasinii - Centaurea transalpina Schleich. ex DC. - Centaurea tchihatcheffii - Centaurea trichocephala Bieb. ex Willd. – - Centaurea triniifolia - Centaurea triumfettii All. - Centaurea ucriae Lacaita - Centaurea uniflora Turra - Centaurea verbascifolia Vahl - Centaurea verutum L. - Centaurea virgata - Centaurea virgata ssp. squarrosa – - Centaurea wiedemanniana Fisch. & Mey. - Centaurea yozgatensis Wagenitz |

## Hình ảnh

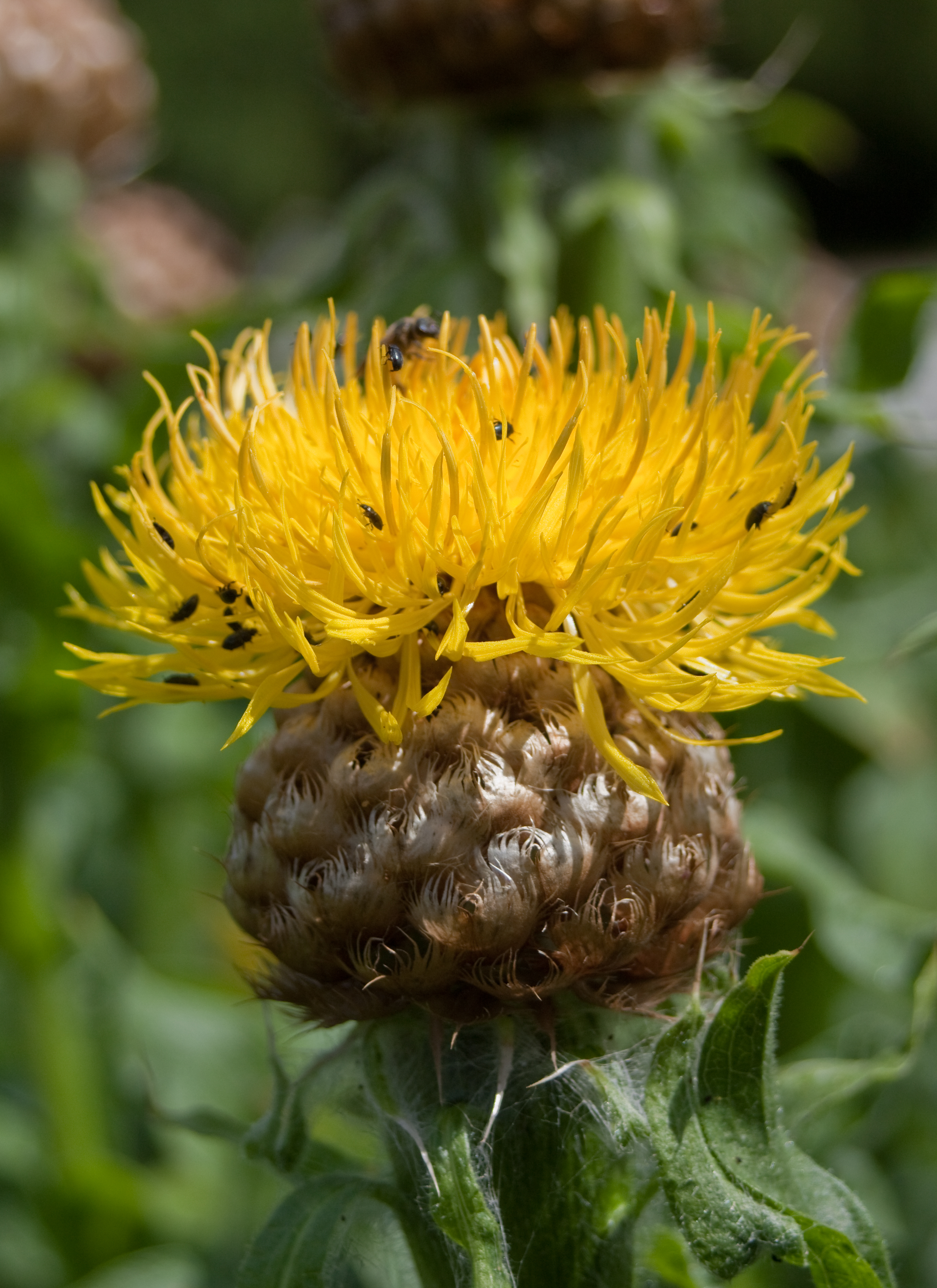
Globe knapweed (C. macrocephala
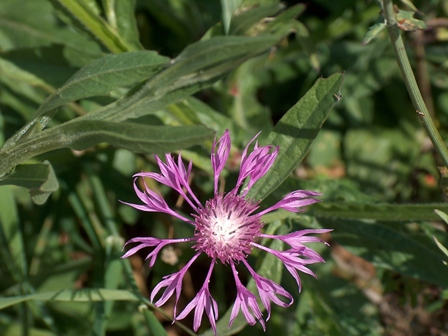
Centaurea napifolia
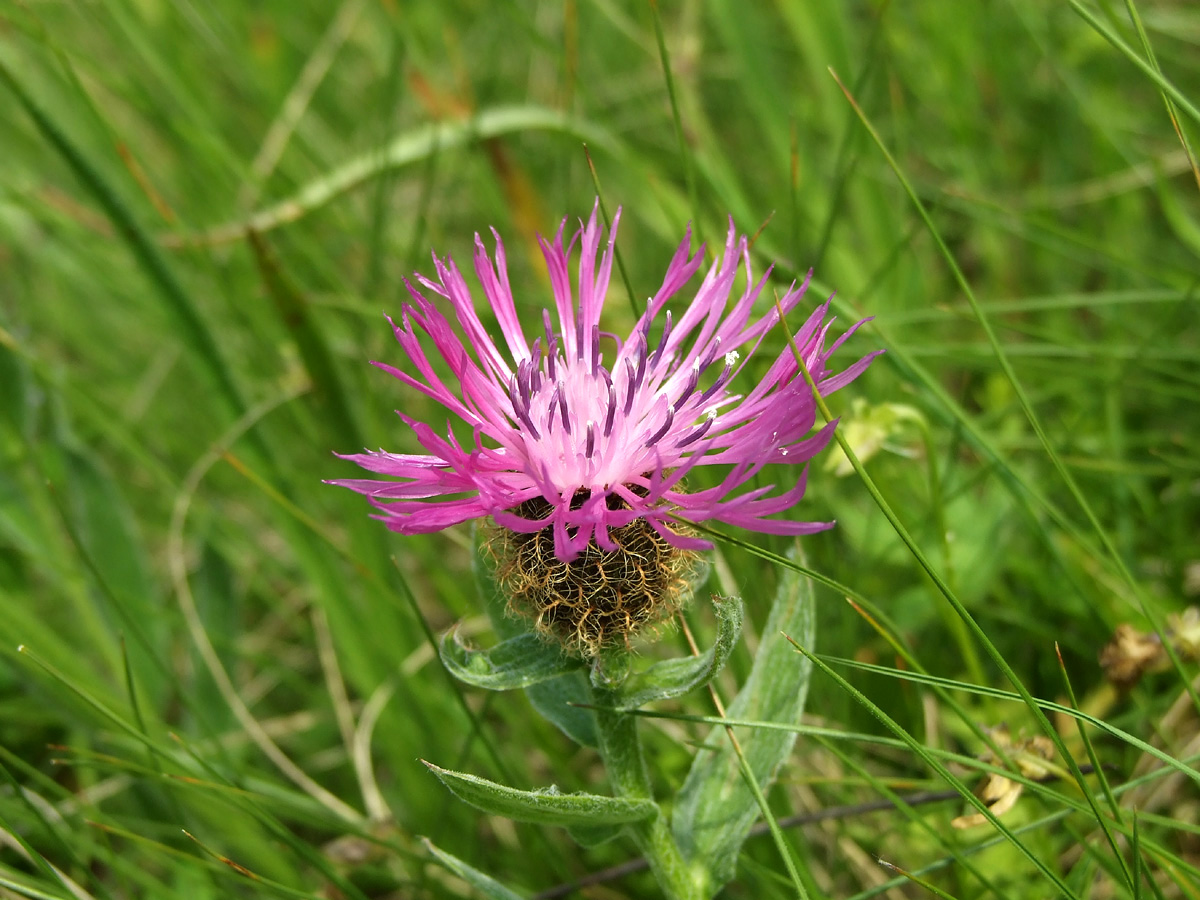
Centaurea nervosa
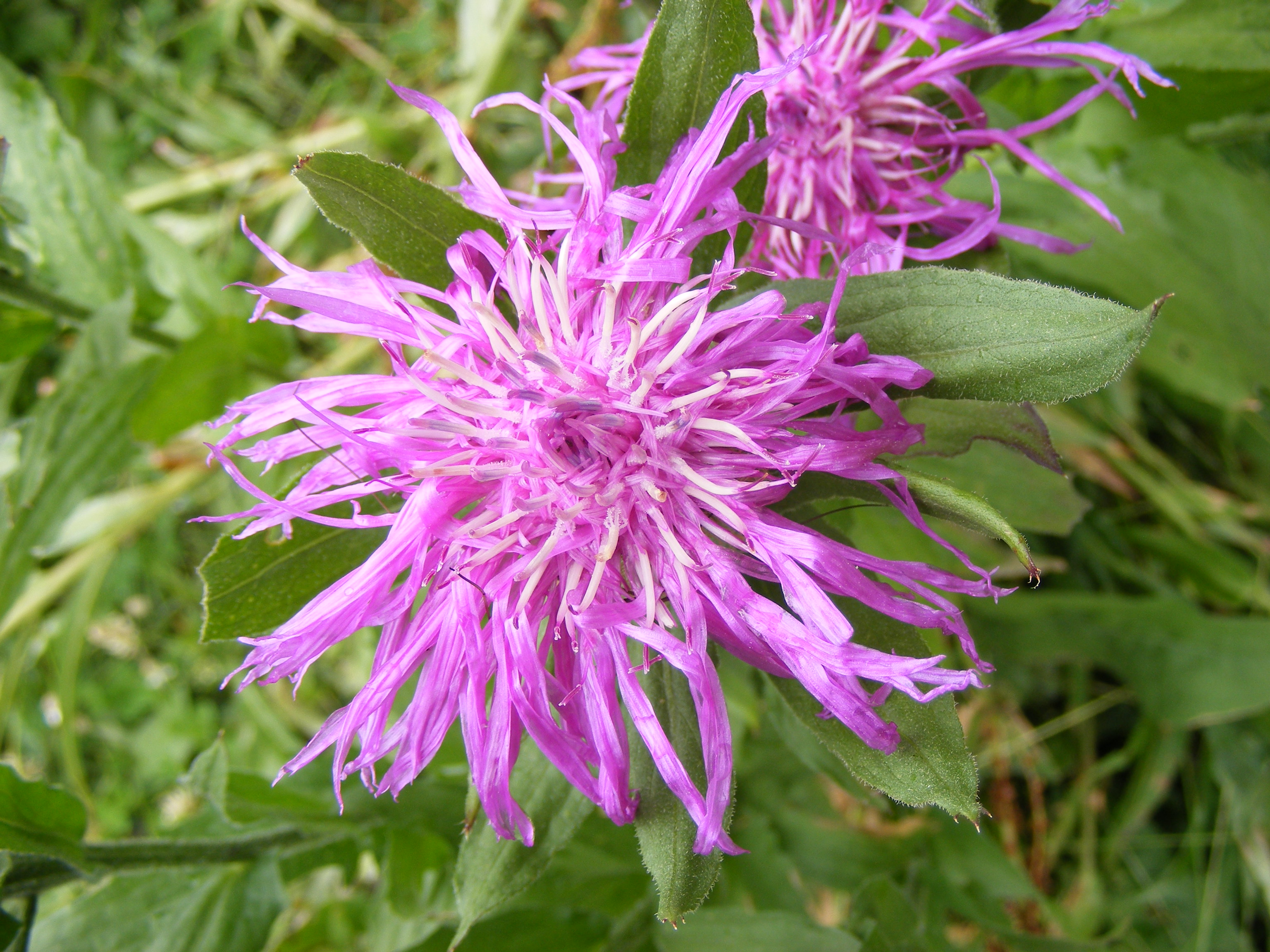
Centaurea pseudophrygia
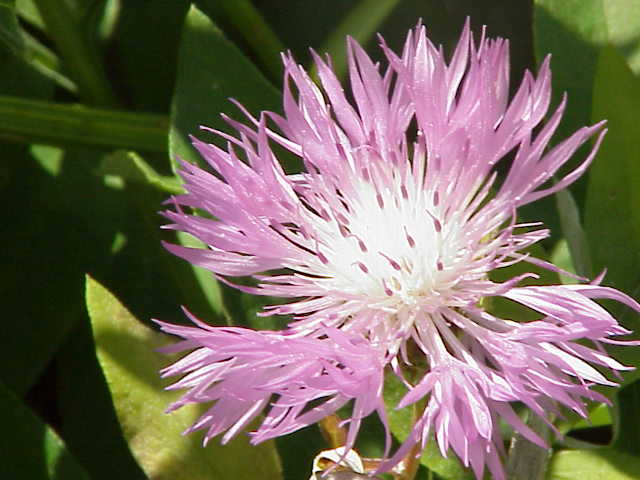
Centaurea pulcherrima
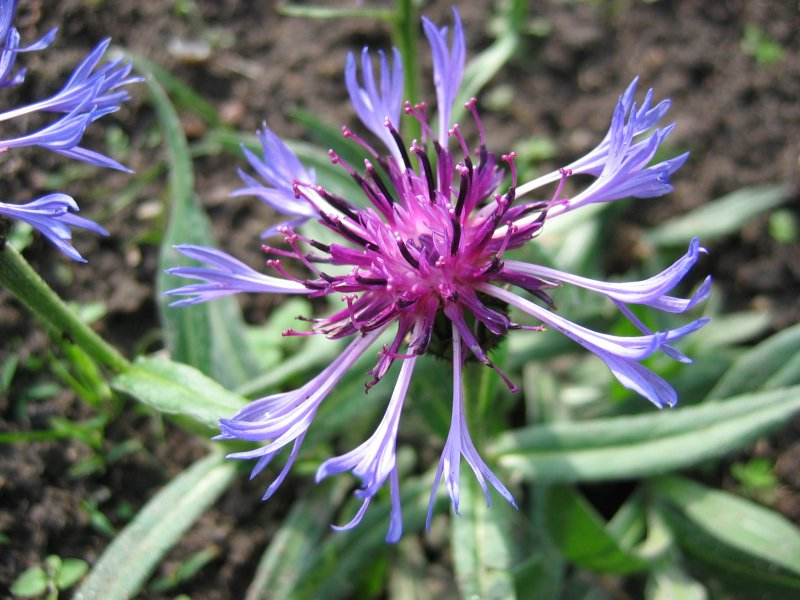
Centaurea triumfettii
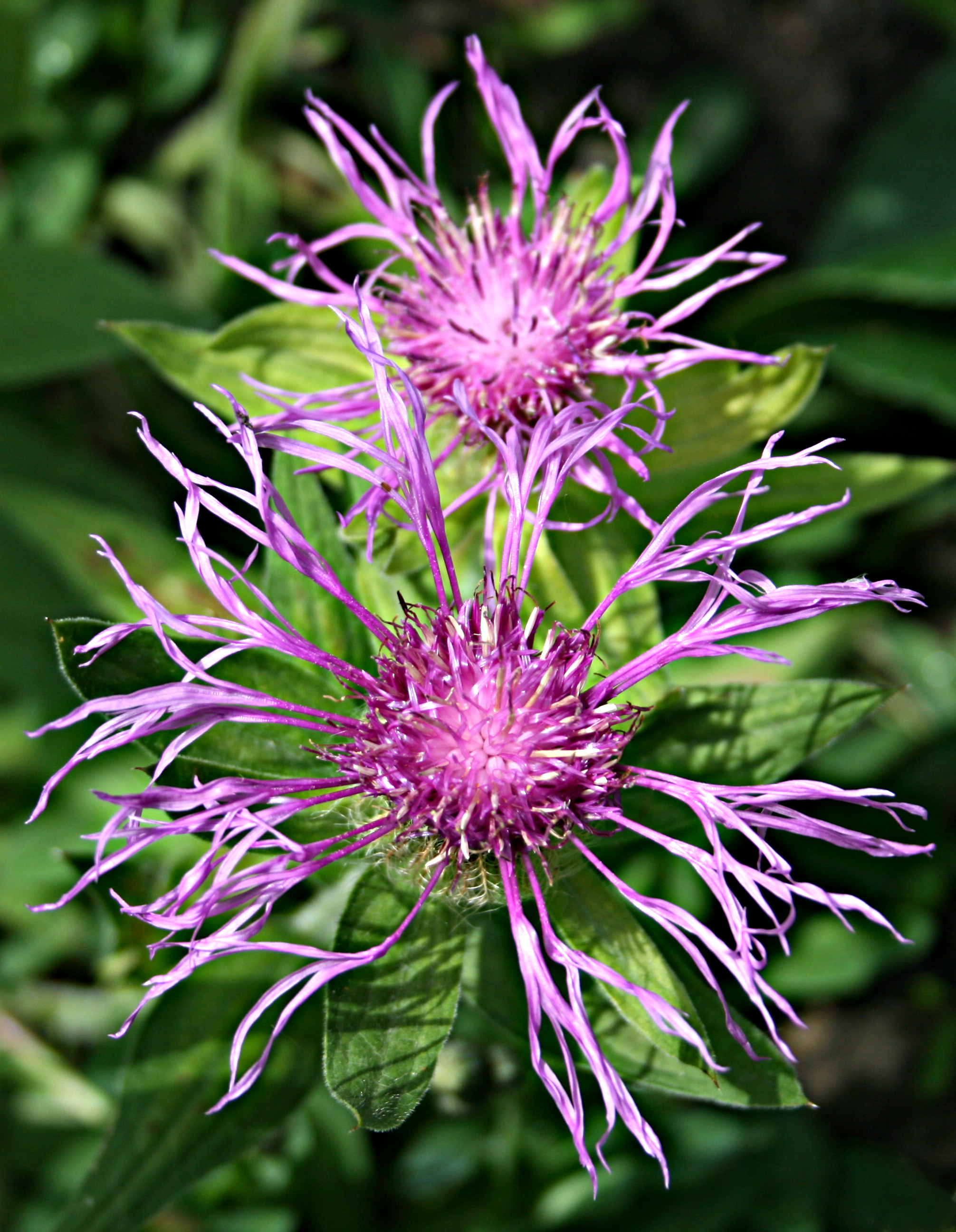
Centaurea uniflora